# Akaniaceae
Las acaniáceas (Akaniaceae) son una familia de pequeños árboles del orden Brassicales.

## Descripción
Árboles pequeños de 8-12 m de altura. Plantas hermafroditas. 
Flores agregadas en inflorescencias. Inflorescencias axilares (o supra-axilares).
Fruta no carnosa de color rojo embotado. 
Planta de semillero. Germinación fanerocotilar.

## Distribución
Australia del este. 

## Sinónimo
- Bretschneideraceae que también puede ser considerado una familia aparte.